# 田中久美
田中 久美（たなか くみ、1967年11月19日 - ）は、日本の元アイドル。福岡県築上郡椎田町（現・築上町）出身。身長：157cm（1984年1月）。

## 経歴

### アイドル時代
- 1983年8月 - 第8回ホリプロタレントスカウトキャラバン優勝[2]。
  - 当時の応募史上最高数である10万5358名の中からグランプリに選ばれた[3]。
  - 決勝大会で披露した歌は、岩崎宏美の『素敵な気持ち』。
  - 番組放送時に芸名を募集していたが、本人がこれはと思うような芸名がなかなか得られず、結果として本名でデビュー。
  - 福岡県立築上西高等学校から堀越高等学校に編入学。クラスメイトには同じホリプロ所属の河上幸恵（ホリプロの寮でも一時期同室だった）や桑田靖子、岡田有希子、岡村有希子、倉沢淳美、高部知子、長山洋子、本田美奈子.、松尾久美子、南野陽子、宮崎萬純などがいる。
- 1984年3月3日 - シングル『スリリング』で歌手デビュー[2]。
  - デビュー時のキャンペーンで名古屋を回った際に、ステージで手を振っていたら、変質者が上がりこんでひっぱたかれたことがあった。この件に関して本人曰く、｢こんど殴られたら絶対殴り返します｣[4]。一方、郡山での握手会にて女性ファンにキスをされたことを同性の支持は心強い、とオリコン誌上で嬉しそうに語っていた。
  - キャッチフレーズは、彼女の特徴である大きな目にちなんで「きらめきEyeteen」。
  - 同年デビュー組には菊池桃子、長山洋子、荻野目洋子、渡辺桂子、宇沙美ゆかり、山本ゆかりそして親友の岡田有希子がいる。
- 1984年6月3日 - シングル2作目『カリッと夏』リリース。
- 1984年8月8日 - シングル3作目『少女の中の悪魔（デビル）』リリース。
  - 本作で銀座音楽祭銀賞を獲得。
- 1985年1月9日 - シングル4作目『火の接吻』をリリースし、オリコン自己最高位を獲得[5]。続作リリースの噂があったが結局実現に至らず。
- 1986年3月 - 堀越高等学校卒業。
- 1986年4月 - 福岡県の実家に戻る。
  - 親友の岡田有希子とは戻る直前の3月31日に電話で最後の会話をしている。

### 引退後
- 郷里の百貨店・井筒屋に就職。

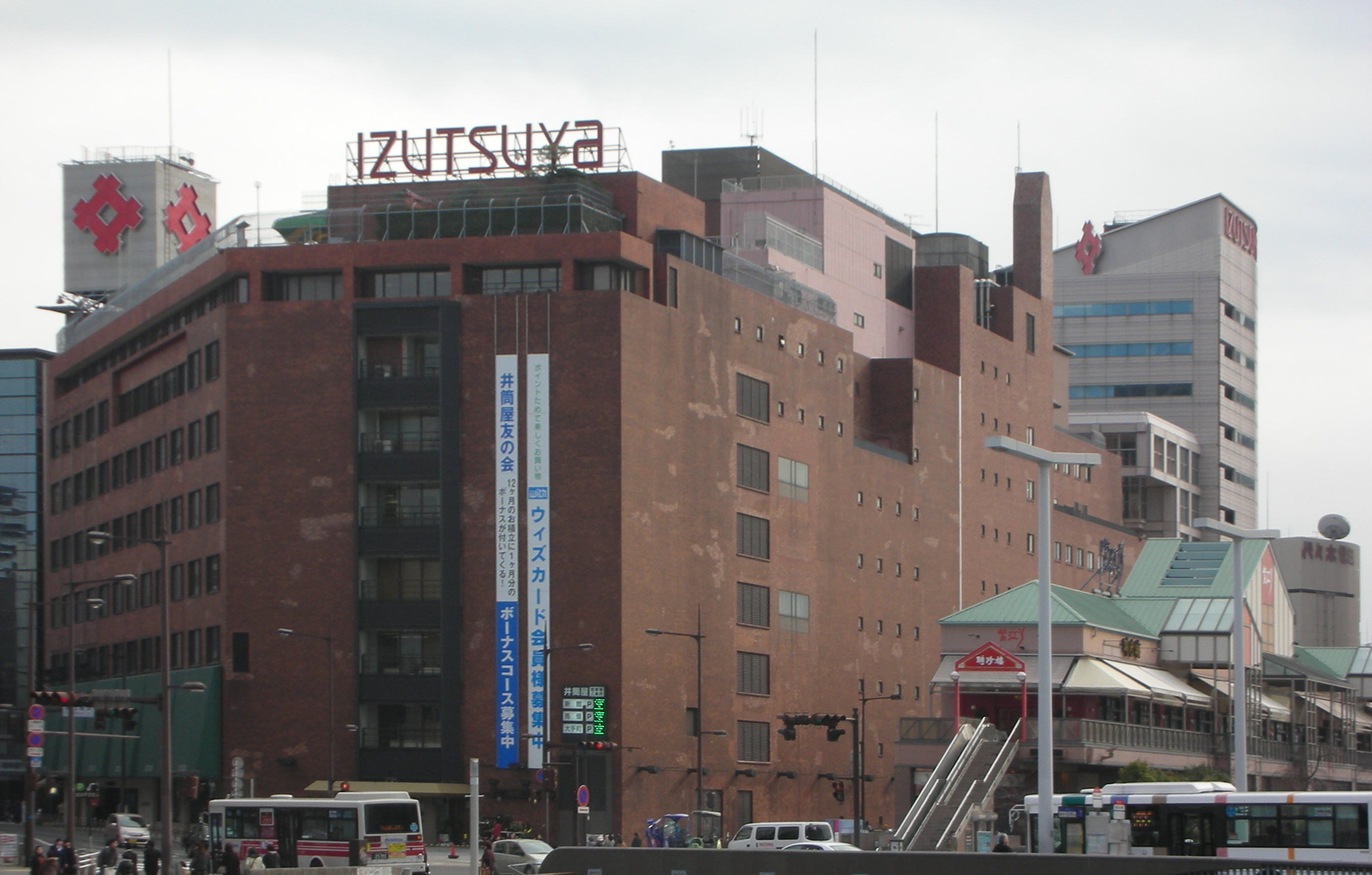
田中が芸能界引退後に就職したデパート・井筒屋（写真は小倉本店）

後に結婚一男二女の母で、孫（長女の子供）がいる。
- 北九州市小倉を中心にライブ活動などを行う。
- 現在は地元の病院「うえだ内科クリニック」で事務員[7][8]。2012年7月より福岡県築上郡築上町のコミュニティFM『スターコーン・エフエム』で「スターコーンほっと! ネットラジオ」（月-金 11：00-14：00）の木曜日を担当[9]。堀越高等学校の同級生で、親友でもあった岡田有希子の曲を必ず配信していた。その模様はTBSテレビ『爆報! THE フライデー』（2014年5月30日放送）にも取り上げられた。2014年6月5日放送分では桑田靖子が電話出演しており[10]、桑田が同月13日に福岡ROOMSで行ったライブも観覧している[11]。2016年9月29日をもって降板した。
- 2011年、ピアノ講師と再婚。
- 2016年11月29日放送のKBCラジオ『TOGGY's AHEAD!』に、西田たかのりの代役として出演。

## 出演番組
- 所ジョージのホロホロ天国 すんごいですね〜（TBSラジオ）

## ディスコグラフィー
いずれも日本フォノグラム（現在はユニバーサルミュージックに統合）から発売。

### シングル
|     | タイトル                 | 収録曲（作詞者／作曲者／編曲者）                                                | 発売年月日   | 品番       |
| --- | ------------------------ | ------------------------------------------------------------------------------- | ------------ | ---------- |
| 1st | スリリング               | A面「スリリング」（三浦徳子／小田裕一郎／入江純）                               | 1984年3月3日 | EP:7PL-148 |
| 1st | スリリング               | B面「バースデイ」（三浦徳子／小田裕一郎／入江純 ）                              | 1984年3月3日 | EP:7PL-148 |
| 2nd | カリッと夏               | A面「カリッと夏」（三浦徳子／小田裕一郎／入江純）                               | 1984年6月3日 | EP:7PL-159 |
| 2nd | カリッと夏               | B面「恋するデイジイ」（三浦徳子／小田裕一郎／入江純）                           | 1984年6月3日 | EP:7PL-159 |
| 3rd | 少女の中の悪魔（デビル） | A面「少女の中の悪魔（デビル）」（篠塚真由美／馬場孝幸／入江純）                 | 1984年8月8日 | EP:7PL-165 |
| 3rd | 少女の中の悪魔（デビル） | B面「A級ラブモーション」（篠塚真由美／勝山俊一郎／勝山俊一郎）                  | 1984年8月8日 | EP:7PL-165 |
| 4th | 火の接吻                 | A面「火の接吻」（森雪之丞／西木栄二／入江純）                                   | 1985年1月9日 | EP:7PL-173 |
| 4th | 火の接吻                 | B面「コインロッカー世代（ジェネレーション）」（篠塚真由美／馬場孝幸／大谷和夫） | 1985年1月9日 | EP:7PL-173 |

### オリジナル・アルバム
- Kumi～地中海DOLL（1984年7月1日発売／LP:28PL-82）
- 全曲 作詞/三浦徳子　作曲/小田裕一郎　編曲/入江純
- SideA
  1. 地中海DOLL
  2. 流星ディスコティック
  3. エレガンス航海（クルーズ）
  4. ミリタリー
  5. バースディ
- SideB 
  1. クレタの砂
  2. 眠れない夜
  3. カリッと夏（Re-Mix New Version）
  4. スリリング（Re-Mix New Version）
  5. カレンダー